# Myrteta opalescens
Myrteta opalescens là một loài bướm đêm trong họ Geometridae.